# 愛知県道351号・岐阜県道109号上仁木明智線
愛知県道351号・岐阜県道109号上仁木明智線（あいちけんどう351ごう・ぎふけんどう109ごう かみにぎあけちせん）は、愛知県豊田市上仁木町から岐阜県恵那市明智町に至る一般県道である。

## 概要

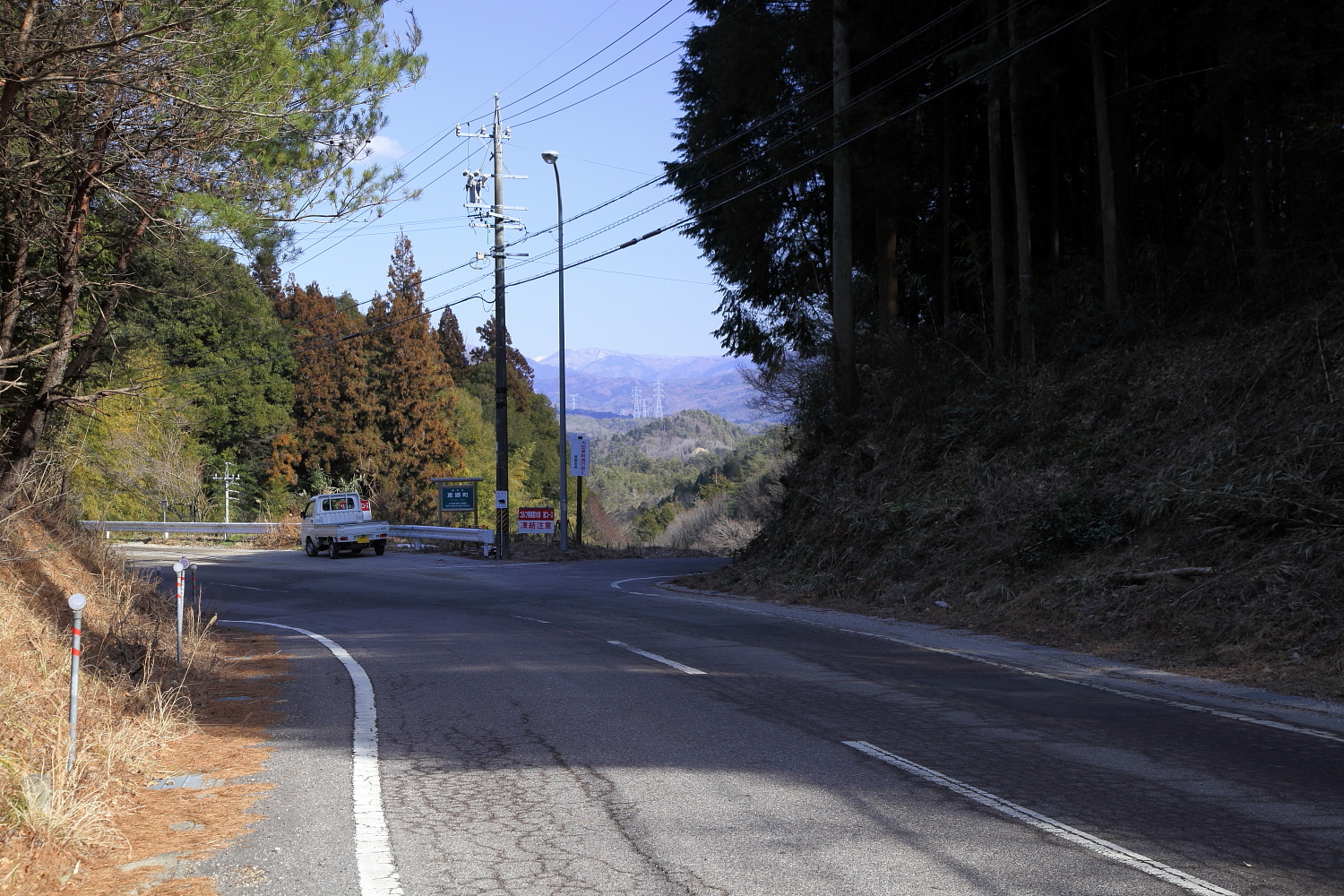
小村峠

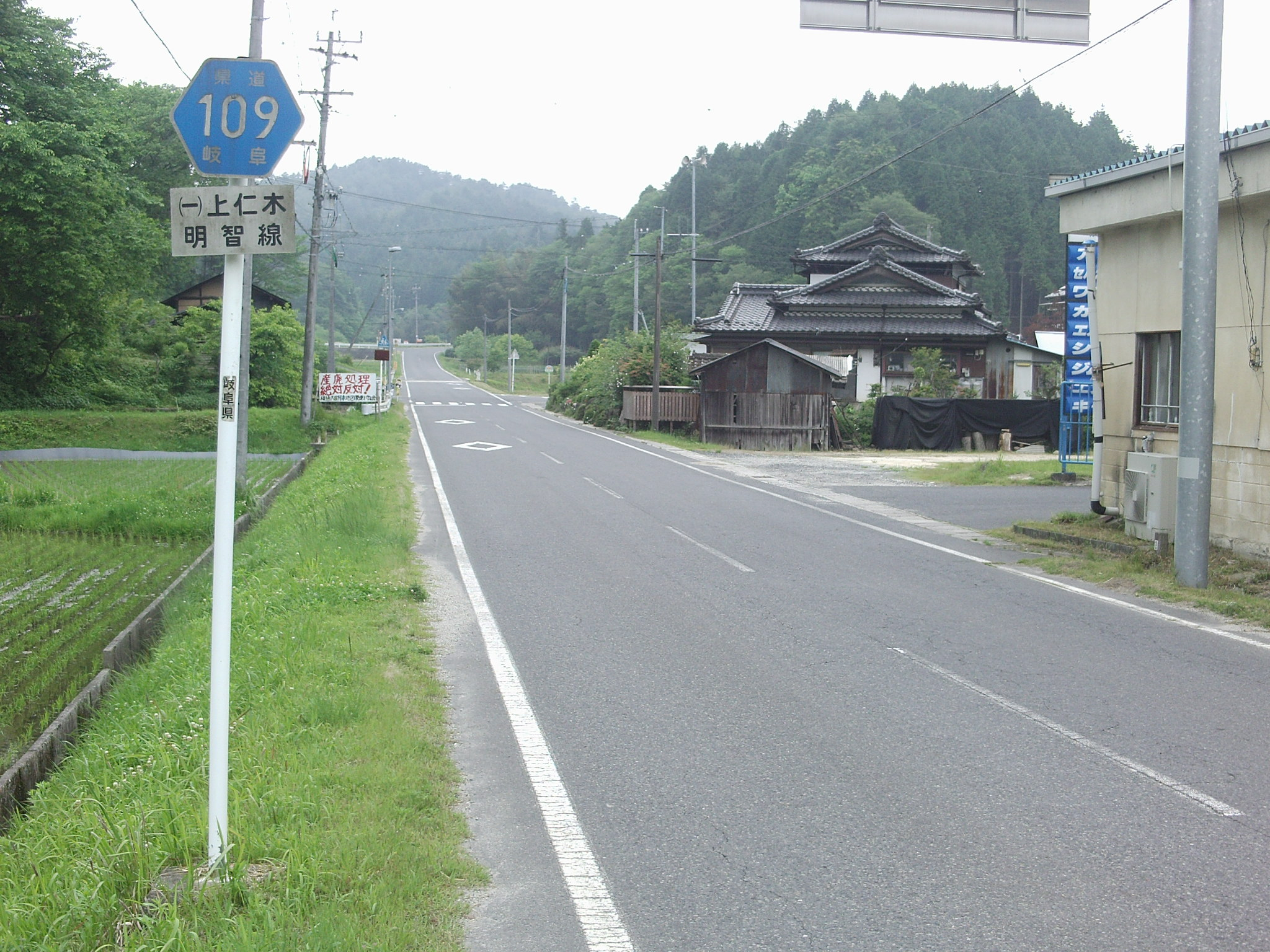
終点、恵那市明智町大田（大田口）

### 路線データ
岐阜県法規集に基づく起終点および経過地は次のとおり
- 起点 : 愛知県豊田市上仁木町（＝愛知県道19号土岐足助線交点）
- 終点 : 岐阜県恵那市明智町（大田＝国道363号交点）
- 重要な経過地 : なし

## 路線状況
愛知県豊田市上仁木町（旧西加茂郡小原村）の愛知県道19号土岐足助線交点が起点。起点より北東に進み、小村峠を越えて阿妻川を渡ると岐阜県恵那市明智町（旧恵那郡明智町）に入る。橋を渡ってすぐ、岐阜県道20号瑞浪大野瀬線に接続し、重複して北西に進む。1kmほどで県道20号と分かれ、明智町中心部に向けて北東に向かう。恵那市明智町大田の国道363号交点が終点。

### 重複区間
- 岐阜県道20号瑞浪大野瀬線（恵那市明智町阿妻）

## 地理

### 通過する自治体
- 愛知県　
豊田市
- 岐阜県
恵那市

### 交差する道路
愛知県
- 愛知県道19号土岐足助線（豊田市上仁木町）

岐阜県
- 岐阜県道20号瑞浪大野瀬線（恵那市明智町阿妻）
- 国道363号（恵那市明智町大田）